# Premio Lenka Franulic

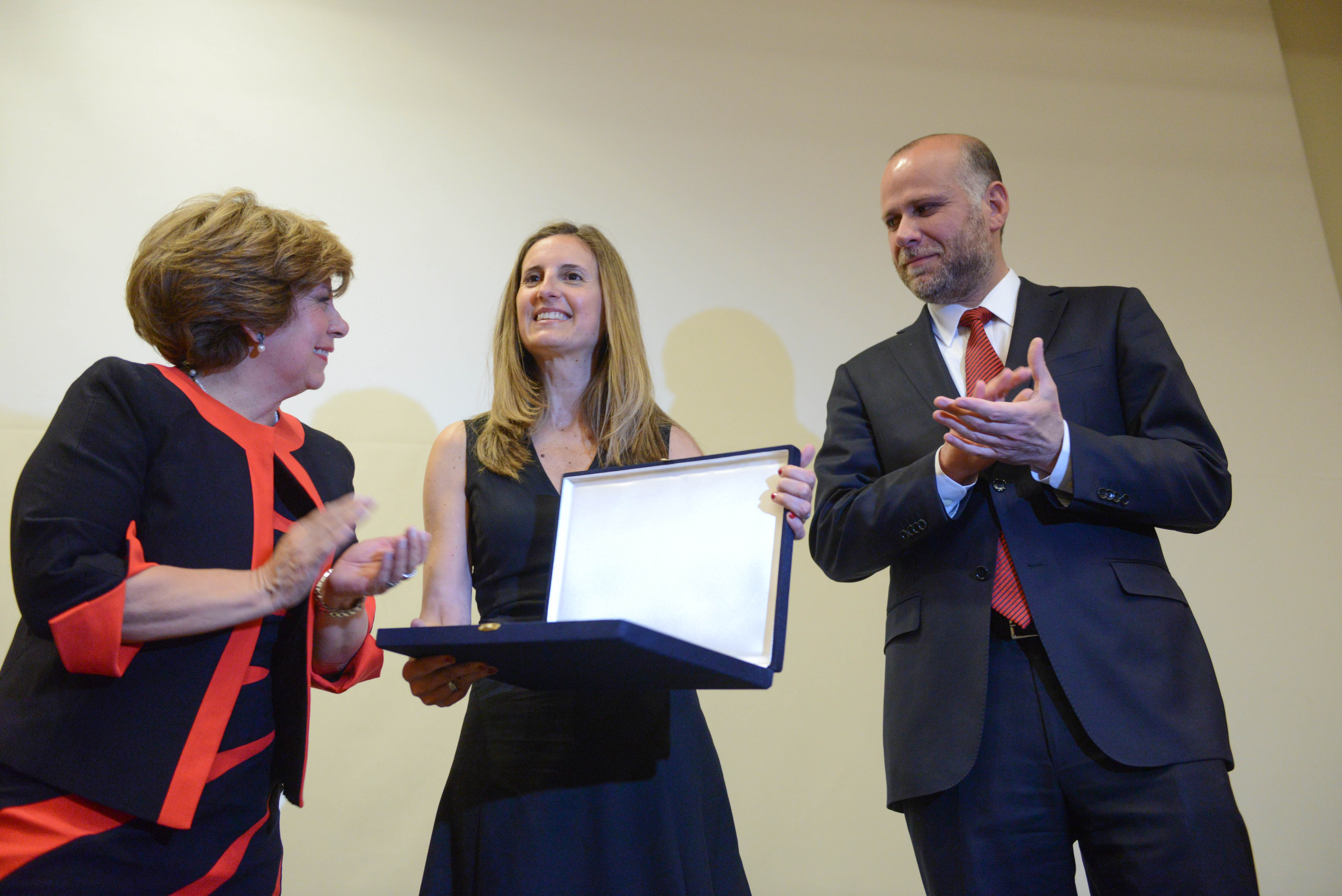
Entrega del premio a Paula Escobar en 2014.

El Premio Lenka Franulic es un premio chileno, que tiene como finalidad reconocer la trayectoria en el periodismo femenino, y es entregado desde 1963 por la Asociación Nacional de Mujeres Periodistas de Chile. Lleva el nombre de Lenka Franulic, primera mujer periodista chilena.
Lo define un jurado compuesto por el presidente del Colegio de Periodistas, el último Premio Nacional de Periodismo, la presidenta de la Asociación de Mujeres Periodistas, la última galardonada Lenka Franulic, y la directora o director de las escuelas de periodismo de la Universidad de Chile, la Universidad Católica de Chile y de una universidad privada.

## Galardonadas[1]
| Año  | Nombre                                |
| ---- | ------------------------------------- |
| 1963 | Raquel Correa Prats                   |
| 1964 | Blanca Tejos Muñoz                    |
| 1965 | María Eugenia Oyarzún                 |
| 1966 | Yolanda Ross                          |
| 1967 | Irene Bluthenthal Geis                |
| 1968 | Erika Vexler y Carmen Machado         |
| 1969 | Silvia Pinto Torres                   |
| 1970 | Lucía Gevert Parada                   |
| 1971 | Patricia Guzmán Jofré                 |
| 1972 | María Romero Cordero                  |
| 1973 | Gilda González Valenzuela             |
| 1974 | Luisa Lara Armijo                     |
| 1975 | Olga Balmaceda Valdés                 |
| 1976 | Carmen Merino Wilson                  |
| 1977 | Rosa Robinovitch Castro               |
| 1978 | Teresa Donoso Loero                   |
| 1979 | Gloria Urgelles Villar                |
| 1980 | Yolanda Montecinos Pineda             |
| 1981 | Marta Olivos Marchant                 |
| 1982 | Inés María Cardone                    |
| 1983 | Carmen Puelma Accorsi                 |
| 1984 | Gloria Stanley Carbone                |
| 1985 | Marina de Navasal                     |
| 1986 | Graciela Romero                       |
| 1987 | Ada Mongillo Pescetto                 |
| 1988 | Pilar Vergara                         |
| 1990 | Marta Sánchez                         |
| 1992 | Mercedes Ducci                        |
| 1994 | Sonnia Mendoza Gómez                  |
| 1995 | Mónica Cerda                          |
| 1996 | María Eugenia de la Jara de Goyeneche |
| 1997 | Gemma Contreras                       |
| 1998 | Cecilia Serrano Gildemeister          |
| 2001 | Pilar Bernstein                       |
| 2010 | María Olga Delpiano                   |
| 2014 | Paula Escobar                         |
| 2015 | Andrea Vial                           |
| 2016 | Mónica González Mujica                |
| 2017 | Patricia Politzer                     |
| 2018 | Marcia Scantlebury                    |
| 2019 | Paulina de Allende-Salazar            |
| 2020 | Delia Vergara                         |
| 2021 | Francisca Skoknic                     |
| 2023 | Patricia Silva Espinosa               |